# 田布施村
田布施村（たぶせむら）は、鹿児島県日置郡にあった村。現在の南さつま市の北端にあたる。

## 地理
- 山岳：金峯山
- 河川：万之瀬川、堀川、長谷川

## 歴史
- 1889年（明治22年）4月1日 - 町村制の施行により、阿多郡尾下村・大阪村・大野村・池辺村・高橋村の区域をもって発足。
- 1897年（明治30年）4月1日 - 所属郡が日置郡に変更[1]。
- 1955年（昭和30年） - 大字高橋の一部（万之瀬川以南の新川・網揚地区）が加世田市に編入。
- 1956年（昭和31年）9月30日 - 阿多村と合併して金峰町が発足。同日田布施村廃止。

## 人口
1918年12月31現在の人口は10550、戸数は1769。

## 経済

### 産業
- 農業

『大日本篤農家名鑑』によれば、田布施村の篤農家は「田中啓助、板倉正宜、宇田貞範、重村喜次郎、東長右衛門、南長助、竹内淳」などである。

## 交通
- 鹿児島交通
  - 枕崎線
    - 北多夫施駅 - 南多夫施駅

## 出身人物
- 蔵園三四郎（弁護士、政治家） - 旧姓・瀬戸川。衆議院議員。鉄道政務次官、鉄道会議議員。